# Liutprand z Cremony
Liutprand z Cremony, lat. Liutprandus Cremonensis (920? – 972) byl biskup z italské Cremony, autor tří významných děl 10. století.
Liutprand byl potomkem Langobardů, v mládí získal dobré vzdělání a v dospělosti vstoupil do služeb císaře Oty I. Během svého života se dvakrát vydal jako vyslanec svých panovníků k císařskému dvoru v Konstantinopoli.
| „                                   | ..Je to lidská zrůda, zakrslík s obrovskou tučnou hlavou a drobnýma krtčíma očičkama... jeho neexistující krk, který čítá sotva palec, je další panovníkovou hanbou... | “ |
| — Liutprand o císaři Nikéforovi II. | |   |

## Dílo
- Antapodosis aneb Půjčka za oplátku – současná historie Itálie
- Historia Ottonis – spis věnovaný oslavě císaře Oty I.
- Relatio de legatione Constantinopolitana ad Nicephorum Phocam  – zpráva z návštěvy Konstantinopole